# Hudson Terminal
Hudson Terminal foi uma estação de metrô e complexo de prédios de escritório no bairro de Radio Row em Lower Manhattan, Nova Iorque. Aberto em 1908 e 1909, foi composto de um terminal para a Hudson & Manhattan Railroad (H&M), e dois arranha-céus de escritório de 22 andares, além de três no subsolo. O complexo ocupava grande parte de um lote de dois quarteirões margeado pelas ruas Greenwich, Cortlandt, Church e Fulton, posteriormente o local do World Trade Center.
O terminal ferroviário era composto por cinco linhas férreas e seis plataformas servindo os trens da H&M de e para Nova Jérsei; esses trens passavam pelos túneis de Downtown Hudson, sob o rio Hudson, com destino a oeste. Os dois arranha-céus de 22 andares acima do terminal, o edifício Fulton ao norte e o edifício Cortlandt ao sul, foram projetados pelo arquiteto James Hollis Wells da firma Clinton and Russel no estilo neorromânico. Os andares subterrâneos incluíam um centro comercial, uma subestação elétrica, e áreas de bagagens. O complexo podia acomodar 687 000 pessoas por dia, mais do que a Pennsylvania Station original em Midtown Manhattan.
Os edifícios foram abertos primeiro, sendo os maiores em área de escritório quando concluídos, enquanto que o terminal foi aberto posteriormente. A H&M foi bem-sucedida até o meio do século XX, quando entrou em falência. A ferrovia e o Hudson Terminal foram adquiridos em 1962 pela Autoridade Portuária de Nova Iorque e Nova Jérsei, que renomeou o sistema como Port Authority Trans-Hudson (PATH). A Autoridade Portuária decidiu demolir o Hudson Terminal para construir o World Trade Center, com a estação sendo fechada em 1971, sendo substituída pela estação World Trade Center da PATH. Embora os edifícios tivessem sido demolidos em 1972, os últimos vestígios da estação foram removidos na década de 2000 como parte da reconstrução do World Trade Center após os ataques de 11 de setembro de 2001.

## História

### Planejamento e construção
Em janeiro de 1905, a Hudson Companies foi criada para concluir a construção dos túneis de Uptown Hudson, um túnel entre Jersey City, Nova Jérsei, e Midtown Manhattan, Nova Iorque, que havia estado em construção intermitentemente desde 1874. A empresa também construiu os túneis de Downtown Hudson, que incluíam uma estação no bairro de Exchange Place em Jersey City, bem como um terminal e um par de prédios de escritórios em Lower Manhattan, que iriam se tornar o Hudson Terminal. Logo em seguida do anúncio da construção dos túneis de Downtown Hudson, cresceu a atividade imobiliária em torno da área da futura estação. A Hudson and Manhattan Railroad Company foi criada em dezembro de 1906 para operar a Hudson & Manhattan Railroad (H&M), um sistema de transporte público presidido por Willian Gibbs McAdoo, e que usaria os túneis. O sistema conectava Hoboken, Pavonia e Exchange Place, três dos cinco grandes terminais ferroviários da costa oeste da orla do rio Hudson.

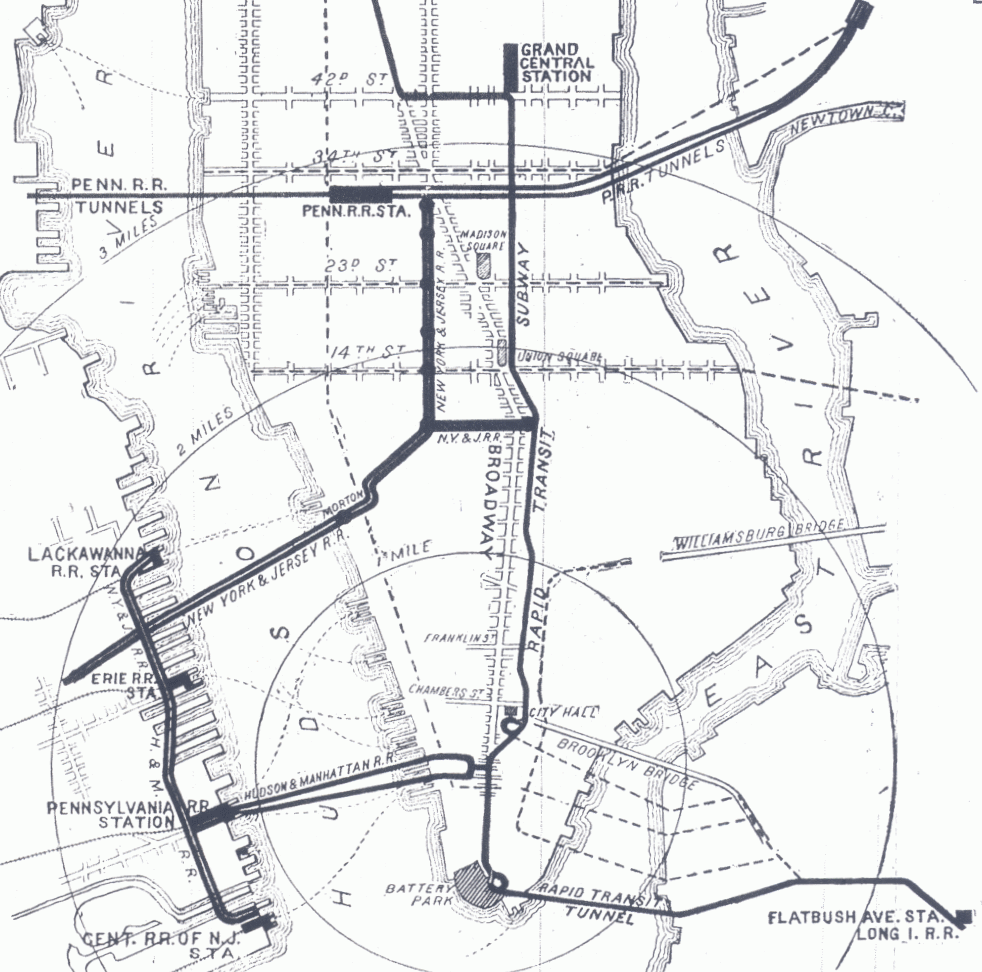
Plano original da H&M

A aquisição de terras para o terminal começou em dezembro de 1905. A Hudson Companies adquiriu a maioria dos dois quarteirões margeados pelas ruas Greenwich ao oeste, Cortlandt ao sul, Church ao leste, e Fulton ao norte. Alguns edifícios baixos na Cortlandt Street foram comprados para que a vista do Hudson Terminal fosse assegurada. Um dos proprietários—a família Wendel, que eram donos de variadas propriedades em Manhattan—se negou a vender seu lote, avaliado em 75 000 dólares (equivalente a 1 702 273 em 2019), e processaram sem sucesso a H&M, tendo gastado 20 000 dólares (equivalente a 453 939 em 2019) em taxas legais. Em maio de 1906, a H&M já era proprietária da maioria da terra necessária.:44 Os 6 500 m2 adquiridos para que o complexo fosse construído:326 haviam custado uma média de 430 a 480 dólares por m2.
Escavações no local dos edifícios estavam em andamento já no início de 1907, e as primeiras colunas da fundação foram colocadas em maio daquele ano.:44 Por causa da umidade no solo daquela área, e pela proximidade com o rio Hudson ao oeste, um muro de contenção subterrâneo teve de ser construído ao redor do local do Hudson Terminal.:328 De acordo com os escritores de arquitetura Sarah Landau e Carl W. Condit, a estrutura era cinco vezes maior do que qualquer outra construída anteriormente.:328 Na época, havia muitos prédios de escritórios sendo construídos em Lower Manhattan, embora a área testemunhasse uma redução no volume de transações imobiliárias. O complexo foi edificado a um custo de 8 milhões de dólares (equivalente a 165 milhões em 2019).:328 Os edifícios eram propriedade da H&M quando foram concluídos.

### Abertura e utilização

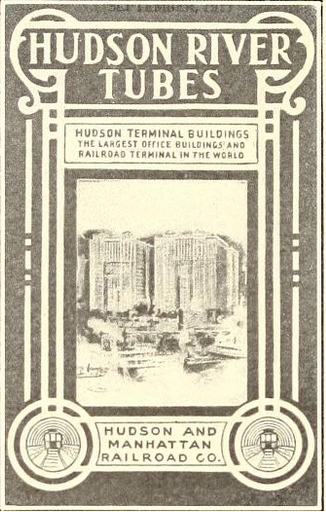
Capa de panfleto de cronograma de serviços da H&M Railroad, com uma ilustração do Hudson Terminal

Em 4 de abril de 1908, locatários começaram a se mudar para as torres.:44:326 Originalmente, o edifício norte era chamado de edifício Fulton enquanto que o mais ao sul era chamado de edifício Cortlandt, refletindo as ruas em que estavam. O terminal da H&M foi aberto em 19 de julho de 1909, juntamente com os túneis de Downtown Hudson. A combinação de uma estação ferroviária e edifícios de escritórios foi a primeira de seu tipo no mundo.
O espaço nos edifícios estava com alta demanda, e os escritórios estavam quase totalmente alugados já em 1911. No ano seguinte, McAdoo negou que a H&M iria adquirir os prédios baixos na Greenwich Street para expandir os edifícios. Quando os túneis foram abertos, também eram populares entre moradores de Nova Jérsei que queriam viajar para Nova Iorque. O movimento no Hudson Terminal havia atingido 30 535 500 passageiros por ano em 1914, e em oito anos, esse número quase dobrou para 59 221 354. Várias modificações foram feitas no complexo nos anos posteriores à sua conclusão. Anexos menores foram adicionados aos edifícios em algum ponto após sua abertura, durante o início ou meio do século XX. Uma conexão com a estação Chambers Street do Independent Subway System (IND) foi aberta em 1949.
Os primeiros locatários dos edifícios do Hudson Terminal incluíam empresas da indústria ferroviária; escritórios da U.S. Steel; e alguns departamentos dos correios de Nova Iorque, que já haviam lotado seu prédio anterior. A U.S. Steel, os correios, e seis companhias ferroviárias ocupavam 28 700 m2, cerca de um terço do espaço total nos edifícios. As coberturas de cada prédio eram ocupadas por clubes privados: o Downtown Millionaires Club no topo do edifício Cortlandt e o Machinery Club no topo do edifício Fulton.:328 Com exceção de um curto período entre 1922 e 1923, o correio do terminal operou até que o anexo dos correios no 90 Church Street fosse aberto dois quarteirões ao norte em 1937. Agências do governo federal dos Estados Unidos ocuparam espaços no prédio na década de 1960.

### Declínio e demolição
Os números de passageiros da H&M caíram consideravelmente de um ápice em 113 milhões de passageiros em 1927 para apenas 26 milhões em 1958, após a abertura de novos túneis e pontes para automóveis que cruzavam o rio Hudson.:56 A companhia entrou em falência em 1954. O estado de Nova Jérsei queria que a Autoridade Portuária de Nova Iorque e Nova Jérsei passasse a operar o sistema, mas a Autoridade Portuária via a ferrovia como um desperdício de dinheiro. Em 1958, a firma de investimentos Koeppel & Koeppel ofereceu 15 milhões de dólares (equivalente a 104 milhões em 2019) pela compra dos edifícios do terminal, durante o processo de falência da companhia.
A Autoridade Portuária acabou por assumir a H&M como parte de um acordo que permitiu a construção do World Trade Center. A PANYNJ havia proposto inicialmente que o complexo fosse construído na orla no rio East, no lado oposto de Lower Manhattan do Hudson Terminal. Como uma agência interestadual, a Autoridade Portuária precisava da aprovação dos governos de ambos os estados, mas Nova Jérsei se opunha ao plano, argumentando que o complexo iria beneficiar majoritariamente Nova Iorque. No final de 1961, o diretor da Autoridade Portuária, Austin J. Tobin, propôs que o complexo fosse construído no local do Hudson Terminal, com a H&M sendo assumida pela PANYNJ em troca do apoio de Nova Jérsei. Em 22 de janeiro de 1962, os dois estados chegaram a um acordo que permitiu que a Autoridade Portuária assumisse a companhia, agora renomeada como Port Authority Trans-Hudson (PATH), e que construísse o World Trade Center na área do Hudson Terminal, visto como obsoleto na época. O projeto do complexo incluía uma nova estação da PATH para substituir o terminal da H&M, bem como uma praça pública no local dos edifícios.
A colocação da pedra fundamental do World Trade Center ocorreu em 1966, e como no Hudson Terminal, um muro de contenção teve de ser construído para impedir que a água do rio Hudson infiltrasse as fundações. Durante a escavação do local e construção das torres, os túneis de Downtown Hudson permaneceram em operação, com a construção continuando ao redor e abaixo deles. O Hudson Terminal foi fechado em 2 de julho de 1971, com a estação World Trade Center original, substituindo o terminal da H&M, começando a operar ao fim de um período de três dias que permitiu que os serviços fossem transferidos para a nova estação. A estação World Trade Center foi aberta em 6 de julho de 1971, a oeste do Hudson Terminal. Logo antes da demolição dos edifícios, no início de 1972, o Corpo de Bombeiros da Cidade de Nova Iorque usaram o então vazio edifício Cortlandt para vários testes de segurança contra incêndios. O complexo do Hudson Terminal já estava demolido no final de 1972.
Após a abertura da estação World Trade Center, a seção dos túneis de Downtown Hudson entre o Hudson Terminal e a nova estação da PATH deixaram de operar e foram transformadas em vias de acesso para o 4 World Trade Center e o 5 World Trade Center. A estação original da PATH foi destruída durante os ataques de 11 de setembro de 2001. O último vestígio do Hudson Terminal foi um túnel de aço fundido na fundação do World Trade Center original perto da Church Street. O túnel ficava acima do nível da estação original da PATH e de sua reconstrução após os ataques. O vestígio foi removido em 2008 durante a reconstrução do complexo.

## Estação ferroviária
O terminal era servido por trens da H&M bem como pelos da Pennsylvania Railroad, que também operavam nas linhas da Hudson and Manhattan Railroad.:43 A construção da estação foi supervisionada por Charles H. Jacobs, engenheiro-chefe, e J. Vipond Davies, engenheiro-chefe adjunto.:437:123 O terminal se localizava a dois andares abaixo do nível da rua e consistia de cinco linhas férreas servidas por quatro plataformas centrais e duas plataformas laterais. As linhas eram numeradas de 1–5, de leste a oeste.:59–60 O uso de um leiaute em solução espanhola permitiu que cada linha férrea fosse servida por duas plataformas, permitindo portanto que os passageiros saíssem dos trens por um lado e entrassem por outro.:33–34
O Hudson Terminal foi construído com um retorno que conectava ambos os túneis de Downtown Hudson, com cada linha em seu próprio túnel com um gabarito ferroviário grande o bastante para um trem, que entravam pelo sul e saíam pelo norte. A estação era perpendicular em relação aos túneis, e em cada extremidade do terminal, haviam curvas fechadas com cada túnel, com um raio mínimo de curva de 27 metros. O túnel leste passava abaixo da Cortlandt Street e o oeste passava abaixo da Fulton Street, dois quarteirões ao norte.

### Plataformas e linhas férreas
A estação foi construída com cinco linhas férreas porque, na época de sua construção, haviam planos para um segundo par de túneis perto dos já existentes. A H&M previu que duas linhas seriam necessários para cada par de túneis, e uma quinta seria usada para flexibilizar a operação.:36 O segundo par de túneis nunca foram construídos, e várias linhas de metrô foram construídas próximas ao complexo do Hudson Terminal. A linha férrea 5, a mais a oeste, era usada por trens de bagagem e foi designada como a linha de "emergência". A plataforma mais a oeste, servindo a linha 5, era usada para o transporte de bagagens, a entrega de carvão, e descarte de  cinzas da subestação do terminal. A plataforma lateral mais a leste adjacente à linha 1, bem como as centrais entre as linhas 2/3 e 4/5, eram usadas por passageiros desembarcando apenas. As plataformas centrais entre as linhas 1/2 e 3/4 eram usadas para passageiros entrando nos trens apenas.:36
Cada uma das plataformas tinham 110 m de comprimento e podiam receber trens com 10 vagões de 14,8 m.:34 A largura de cada plataforma era determinada pelo estimado número de passageiros para cada linha férrea. A plataforma lateral leste tinha 3,5 m de largura porque era usada apenas por passageiros desembarcando da linha 1, e a central para o desembarque de passageiros entre as linhas 4/5 tinha 4 m de largura por que a linha 5 não era usada na operação normal. As outras três plataformas centrais tinham 6,7 m de largura porque eram usadas por duas linhas em operação normal.:36 Exceto em suas extremidades, as plataformas tinham quinas retas para minimizar a lacuna entre os trens e as plataformas. Outras estações em retornos, incluindo as estações City Hall e South Ferry do metrô de Nova Iorque que haviam sido construídas pela Interborough Rapid Transit Company (IRT), continham plataformas curvas, cujas lacunas entre o trem a as plataformas representavam um grave risco à segurança. Placas em cada plataforma indicavam o destino dos trens em cada linha e a estação era iluminada por lâmpadas incandescentes.

#### Infraestrutura
Os túneis do terminal incluíam preparações para uma nunca construída extensão para o norte no que é a gora a estação 34th Street–Herald Square do metrô de Nova Iorque. Se essa extensão fosse construída, ela iria triplicar o número máximo de trens que poderiam parar no Hudson Terminal. As seções dos túneis ao redor do terminal pararam de operar quando a estação World Trade Center foi construída cerca de 140 m a oeste. A nova estação da PATH podia receber trens de até dez vagões, e se localizava sob a Greenwich Street, numa direção noroeste comparada à do Hudson Terminal que era paralelo à Church Street.:60 Porque a estação da PATH era mais longa do que o terminal da H&M, uma grande alça foi construída para que cada túnel se conectasse à estação World Trade Center, ao redor das linhas férreas do Hudson Terminal.:60 As seções dos túneis a leste da Greenwich Street foram posteriormente transformadas em vias de acesso para os edifícios 4 e 5 do World Trade Center.
Cada linha férrea está localizada em seu próprio túnel, o que permite uma ventilação melhor em razão do efeito pistão. Quando um trem passa pelo túnel, ele empurra o ar a sua frente em direção ao poço de ventilação mais próximo, a mesma coisa ocorre com o ar atrás dele. O Hudson Terminal também usava ventiladores parar acelerar o movimento do ar.

### Conexões
Quando o Hudson Terminal foi aberto, transferências diretas estavam disponíveis para o elevado da Sexta Avenida da IRT na estação Cortlandt and Church Streets, e para o elevado na Nona Avenida na estação Cortlandt and Greenwich Streets. A conexão com a estação da linha da Sexta Avenida, aberta em setembro de 1908, consistia numa passagem elevada do terceiro andar do edifício Cortlandt. Em 1932, o Independent Subway System (IND) inaugurou a estação Hudson Terminal, que operava separadamente do terminal da H&M, de sua linha da Oitava Avenida. Embora o IND também houvesse planejado uma passagem entre sua estação Chambers Street e o terminal da H&M em seu plano original para a linha da Oitava Avenida, uma conexão direta só foi aberta em 1949.

## Torres

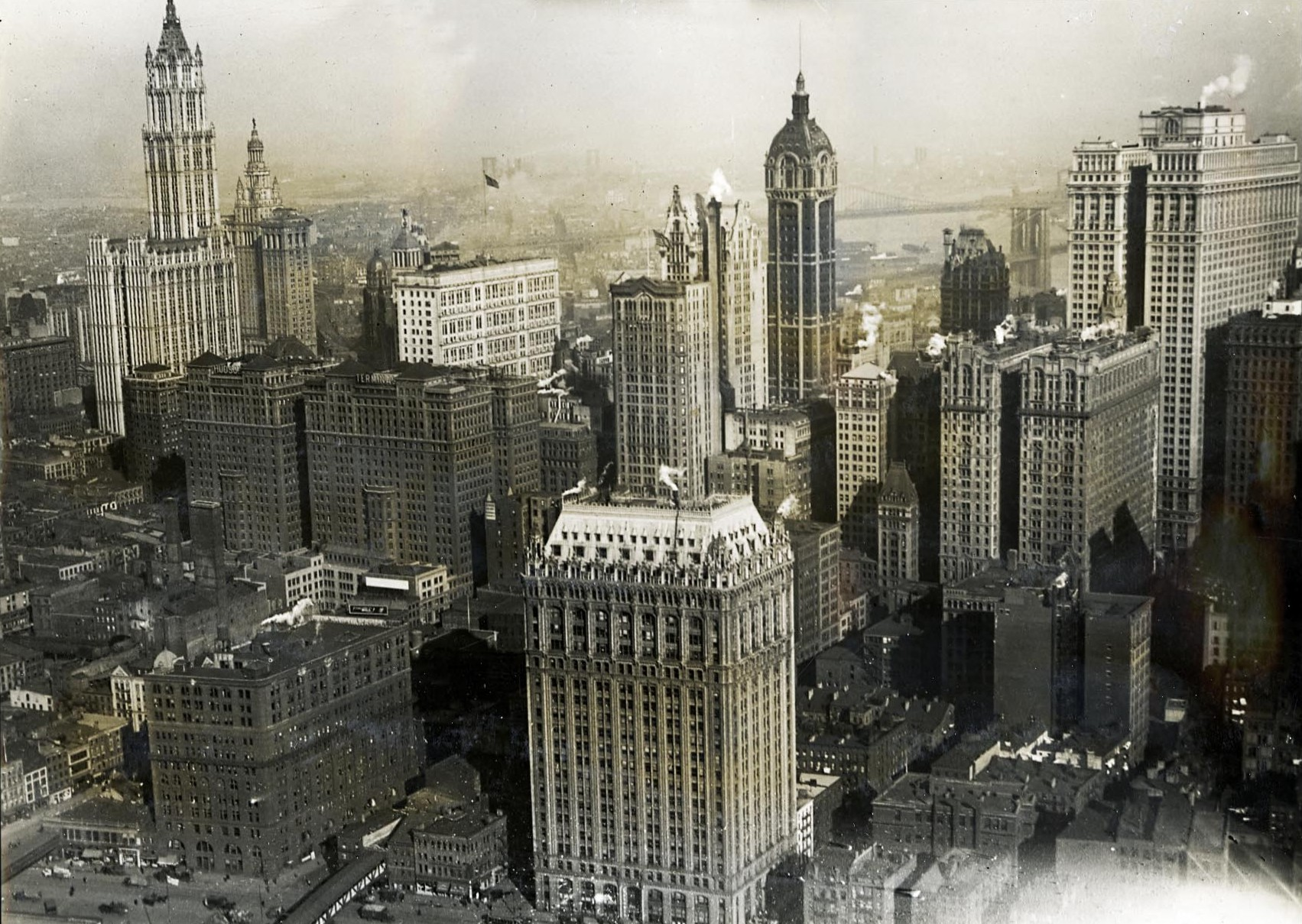
Uma vista do sudoeste mostra como o Hudson Terminal se localizava no que iria se tornar o World Trade Center. A estação está no centro à esquerda; no plano de fundo pode-se ver: à esquerda o edifício Woolworth; à direita o edifício Singer e o edifício Equitable; e no primeiro plano à direita está o 90 West Street

O Hudson Terminal incluía dois arranha-céus de 22 andares em estilo romanesco acima da estação da H&M.:326 Os edifícios foram projetados pelo arquiteto James Hollis Wells, da firma Clinton and Russel, e construídos pelo empreiteiro George A. Fuller.:326:123 A firma Purdy and Henderson foi responsável pelo planejamento estrutural.:437:123 Localizado no que iria se tornar o local do World Trade Center, os arranha-céus do Hudson Terminal precederam o futuro complexo em tamanho e função. Quando os prédios foram abertos, a altura e aspecto dos arranha-céus da cidade ainda eram muito debatidos, sendo criticados por seu volume e densidade. Então muitos dos arranha-céus do início do século XX foram projetados com torres, campanários, ou domos acima de uma base densa, enquanto que outros eram divididos em duas estruturas, como o Hudson Terminal.:351
O complexo ocupava a maioria do lote margeado pelas ruas Cortlandt, ao sul, Church, a leste, e Fulton, a oeste, com o edifício mais ao norte endereçado como 50 Church Street e o mais ao sul como 30 Church Street. O Hudson Terminal também era próximo de vários prédios baixos a oeste, na Greenwich Street. Eles eram chamados respectivamente de edifício Fulton e Cortlandt, sendo coletivamente chamados de terminal da Church Street. Esses prédios eram separados pela Dey Street, já que o governo da cidade não permitiria o fechamento da rua.:326

### Formato
Os edifícios do Hudson Terminal, juntamente com o 49 Chambers, foram os primeiros arranha-céus da cidade a terem um formato de "H", com pátios no interior fornecendo luz para os escritórios.:392 O lote do complexo originalmente ocupava uma área total de 6 500 m2.:326 De acordo com o Engineering Record, o edifício Fulton ocupava um lote de 48 por 47 m, enquanto que o lote do edifício Cortlandt media 65 por 52 m.:121 Entretanto, o New-York Tribune publicou medições diferentes, de 48 por 55 m para o edifício Fulton e 65 por 57 m para o edifício Cortlandt. Já pela metade do século XX, anexos haviam sido adicionados a ambos os prédios, resultando numa área total combinada de 7 971,3 m2.
O projeto dos dois edifícios era similar. O primeiro ao terceiro andar eram paralelogramos na planta, sendo que acima do terceiro andar os prédios assumissem um formato de "H". Os pátios de ambos os arranha-céus eram voltados para o norte e sul, enquanto que os corredores de cada andar de cada prédio se estendia a leste pela Church Street.:326–327 O pátio do edifício Cortlandt media 9,8 por 23,2 m, enquanto que o do edifício Fulton media 14,6 por 9,8 m. As alas em cada lado dos pátios exibiam uma largura assimétrica.:121 O telhado dos prédios se elevavam a uma altura de 84,05 m.:121 Pequenas "torres" com telhados inclinados em ambos os edifícios traziam a altura total para 93 m.:328:121

### Fachada
A fachada dos arranha-céus era envolta em calcário de Indiana abaixo da cornija do 50º andar, e com tijolos e terracota a partir daí.:121 O projeto original incluía colunas dóricas sob a cornija do telhado. Quando construídos, os primeiros quatros andares eram feitos de granito polido e calcário; com cada tramo do andar térreo feito de vidro. Os últimos seis andares de cada edifício eram cobertos de terracota em tons claros, conforme o plano original.:328 As extremidades de cada prédio também tinham faixas de terracota da mesma tonalidade. Arcos conectavam três dos seis andares superiores.:328 Em razão das dimensões assimétricas dos arranha-céus, o edifício Fulton tinha dezoito tramos voltados para a Church Street e dezenove em frente à Dey Street, enquanto que o edifício Cortlandt tinha vinte e dois tramos voltados para a Church Street e vinte em frente à Cortlandt Street.
Os dois prédios eram conectados por uma ponte para pedestres acima da rua no terceiro andar de cada edifício. Uma outra ponte conectando o 17º andar de ambos os arranha-céus foi aprovada e construída em 1913, logo após a abertura do complexo.

### Materiais
Ao todo, os edifícios continham 16,3 milhões de tijolos, 13 000 lâmpadas, 15 200 portas, 5 000 janelas, e 4 100 toneladas de terracota, bem como 120 000 m2 de divisórias e 31 000 m3 de arcos de concreto. Os prédios também contavam com vários quilômetros de canos, tubulação de água e gás, tábuas de madeira, molduras e fiação elétrica.

#### Estrutura

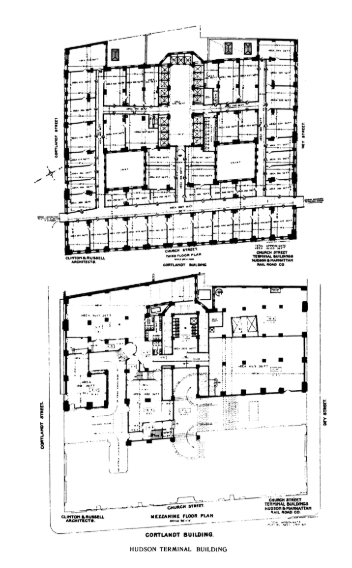
Planta do terceiro andar e mezanino

A superestrutura dos edifícios do Hudson Terminal requereram cerca de 25 000 toneladas de aço, fabricado pela American Bridge Company.:121 A estrutura do edifício Fulton foi projetada para aguentar uma carga morta de 4,5 kPa e uma viva de 5,0 kPa, com um peso total de 9,6 kPa, enquanto que o edifício Cortlandt podia suportar uma carga morta de 4,1 kPa e uma viva de 3,6 kPa, resultando numa carga total de 7,7 kPa.:121 As colunas foram projetadas para suportar um estresse mínimo de 79 000 kPa e um máximo de 90 000 kPa.:437:121
A maior parte dos andares era feita de lajes de concreto reforçado em meio a vigas de aço, com enchimento de concreto cinza e acabamento de pinho amarelo. A estrutura de aço era envolvida por blocos de terracota, tijolos e concreto.:121 As vigas de aço eram apoiadas por colunas ou vigas de placa. Grandes escoras não foram utilizadas; em vez delas, as flanges das vigas foram rebitadas nas colunas com o que o Engineering Record descreveu como "um momento de rigidez igual ou um tanto superior à profundidade da viga".:122

#### Interior
As torres tinham 39 elevadores, que poderiam transportar 30 000 pessoas por dia. Haviam 17 elevadores para passageiros e um para carga no edifício Fulton, e 21 elevadores no edifício Cortlandt. Dos 39 elevadores das torres, 22 operavam sem parar do saguão até o 11º andar, enquanto que o restante servia cada andar abaixo do 11º.:42 Três deles continuavam até os andares subterrâneos, embora não fossem até lá normalmente.:42
Com uma área total utilizável de 81 560 m2, com a H&M ocupando uma porção, os edifícios Fulton e Cortlandt juntos formavam o maior prédio de escritórios do mundo por área. Cada arranha-céu contava com 4 100 m2 de escritórios em cada andar; o edifício Fulton tinha 1 700 m2 por andar e o edifício Cortlandt tinha 2 400 m2 por andar. As torres podiam acomodar dez mil locatários distribuídos em 4 000 escritórios. No piso térreo, os prédios incluíam galerias comerciais que eram "muito maiores do que as famosas arcadas europeias".:327

## Subsolo
Havia três andares subterrâneos sob as torres. O primeiro deles servia como um centro comercial e saguão de espera diretamente abaixo da rua, e o segundo continha as plataformas da H&M. O terceiro andar, o mais baixo, acomodava o sistema de bagagens, a subestação elétrica, e uma sala de máquinas e uma caldeira como parte da subestação.
Quatro rampas de cimento, das quais duas eram provenientes das ruas Cortlandt e Fulton,:42–43 forneciam acesso ao primeiro andar do subsolo. Haviam também duas escadarias na Dey Street.:42–43 De acordo com Landau e Condit, "Em sua capacidade máxima, o Hudson Terminal podia acomodar 687 000 pessoas por dia; em comparação, a Pennsylvania Station (1902–1910) foi projetada com um movimento diário de 500 000 pessoas em mente.":437

### Instalações
O saguão, no primeiro andar do subsolo, incluía bilheterias, salas de espera, e algumas lojas.:43 Tinha 131 por 56 m de largura, majoritariamente ocupada apenas por espaços para pedestres. O piso do saguão era feito de terracota branca com faixas de mosaico colorido, enquanto que as colunas e paredes eram feitas de lajes de gesso revestidas por terracota da mesma cor.:43 O teto do saguão tinha um forro, ocultando algumas tubulações e cabos abaixo do teto principal.:44
O subsolo era equipado com um sistema de distribuição de bagagens para os trens da linha férrea 5. Dois elevadores de carga carregavam as bagagens da Dey Street para a plataforma lateral mais a oeste ou a sala de bagagens no terceiro piso subterrâneo.:41–42 O subsolo também incluía uma sala de treinamento e descanso da H&M, bem como uma fábrica de gelo, bombas hidráulicas para o elevador, um gerador e uma bateria.:40
A subestação elétrica do Hudson Terminal consistia em dois conversores de 1 500 quilowatts para a ferrovia e quatro rotativos para os edifícios. Da Hudson and Manhattan Railroad Powerhouse em Jersey City, uma linha de transmissão de 11 000 volts de corrente alternada fornecia energia ao Hudson Terminal, onde era convertida em corrente contínua de 625 volts para a ferrovia e 240V de CC para os escritórios.:40

### Fundação
A O'Rourke Engineering and Contracting Company foi contratada para edificar a fundação do complexo.:123 A base tinha uma estrutura irregular em razão das linhas férreas no segundo andar do subsolo, além de incluir um muro de contenção cinco vezes maior do que qualquer outro construído anteriormente.:328
O perímetro da fundação foi escavado usando 51 caixas pneumáticas,:39 com profundidade entre 23 e 30 m, com uma média de 24 m.:328:121 Essa técnica exigiu que todos os edifícios próximos fossem reforçados.:328 As caixas eram feitas de concreto reforçado com paredes de 2,4 m de espessura. No local do complexo, a camada de pedra estava a uma profundidade máxima de 34 m abaixo da Church Street. Dentro do perímetro do muro de contenção, foram escavados 115 buracos circulares e 32 retangulares. As colunas de aço que sustentavam os prédios foram então colocadas nos buracos; elas pesavam até 24 toneladas e poderiam suportar cargas de até 1 565 t. A área do lote foi então escavada até o nível do segundo andar do subsolo. Parte do terceiro piso subterrâneo também foi escavado até a pedra base.:39 No total, cerca de 182 000 m3 de terra foram escavados manualmente e 62 000 m3 foram escavados pelas caixas.:40
As plataformas do Hudson Terminal incluíam colunas em intervalos de 6,1 m. Algumas das vigas na fundação eram espaçadas irregularmente por causa das plataformas da H&M no segundo andar do subsolo. Conjuntos de três vigas de distribuição, envolvidos em concretos, foram usados nesses lugares para sustentar os edifícios Fulton e Cortlandt.:121:43 O mezanino abaixo da Dey Street suportava o peso da rua através de uma série de vigas, que formavam uma "plataforma esqueleto" de 55 m de comprimento por 8,2 m de largura.:121–133 Essa estrutura podia sustentar cargas de até 67 kPa.:122 No total, a fundação incluía 8 400 m3 de concreto e 5 685 t de aço estrutural.:40

## Incidentes notáveis
Durante a existência do complexo, vários incidentes aconteceram nos edifícios. Um ano após a abertura dos prédios, em 1909, um homem morreu após cair de uma janela do edifício Fulton; outras mortes resultantes de quedas ocorreram em 1927 e 1940. Uma mochila cheia de explosivos foi encontrada no terminal em 1915, em quantidade suficiente para explodir vários arranha-céus do tamanho do Hudson Terminal. Os elevadores também estiveram envolvidos em vários acidentes: duas pessoas foram levemente feridas após a queda de um elevador em 1923, e uma mulher morreu dois anos depois após ficar presa num elevador. Um executivo da Phillips Petroleum Company, Taylor S. Gay, foi baleado e morto no terminal em 1962.
Houve vários incidentes na estação da H&M também. Em 1937, um trem de 5 vagões da companhia bateu numa parede, ferindo 33 passageiros. Vinte e seis pessoas ficaram feridas numa batida entre dois trens no terminal em 1962.